# Estación Nishi-Sugamo
La estación Nishi-Sugamo (西巣鴨駅 Nishi-Sugamo eki?) de la Línea Toei Mita, es operada por el Buró de transporte de Tokio (Toei), y está identificada como I-16. Se encuentra ubicada en el barrio especial de Toshima, en la prefectura de Tokio, Japón. La estación abrió el 27 de diciembre de 1968, y permite hacer transbordo con la estación Shin-Kōshinzuka de la línea de tranvías Toden Arakawa.

## Otros servicios
- Toei Bus
  - Ruta Nacional 17 - Hakusandōri (hacia el norte)
    - Línea 63: hacia la estación Ikebukuro (vía Nishisugamo)
    - Línea 64: hacía el Kaminarimon en Asakusa (vía estaciones Nishisugamo, Ōji y Mikawashima)
- Ruta Nacional 17 - Av. Hakusandōri (hacia el sur)
  -     - Línea 63: hacía la estación Sugamo (vía Kaminarimon y la estación Nishi-Nippori)

  - Líneas 63 y 64
- Línea Toden Arakawa
  - Estación Shin-Kōshinzuka

## Sitios de interés
- Ruta nacional 17 (por Hakusandōri)
- 9 templos
  - Templo Myōyuki (妙行寺)
  - Templo Morikumo (盛雲寺)
  - Templo Seihō (西方寺)
  - Templo Hakusen (白泉寺)
  - Templo Sōzen (総禅寺)
  - Templo Ryō-kan (良感寺)
  - Templo Seigan (清巌寺)
  - Templo Zenyoji (善養寺)
  - Templo Hakusen (白泉寺)
- Shōhōin (正法院)
- Universidad de Taisho